# Layourbattleaxedown
Layourbattleaxedown je kompilační deska švédské indie popové kapely The Concretes.

## Seznam skladeb
- Není-li uvedeno jinak, autorem všech skladeb jsou Victoria Bergsman a The Concretes.

1. "Forces" – 3:40
  - původně ze singlu Forces
2. "Sugar" – 3:54
  - původně z EP Nationalgeographic
3. "Lady December" – 4:42
  - původně ze singlu Warm Night
4. "The Warrior" – 3:33
  - původně ze singlu Warm Night
5. "Miss You" (Mick Jagger, Keith Richards) – 3:50
  - původně z kompilace We Love You, tributové desky na počest The Rolling Stones
6. "Oh Baby" – 3:59
  - původně z EP Nationalgeographic
7. "Sand" – 2:48
  - původně z EP Nationalgeographic
8. "Free Ride" – 3:45
  - původně z EP Nationalgeographic
9. "Branches" – 4:43
  - původně ze singlu Forces
10. "Under Your Leaves" – 3:28
  - původně z EP Nationalgeographic
11. "Seems Fine Shuffle" – 2:47
  - původně ze singlu Warm Night